# Хайнрих I фон Щолберг
Хайнрих I фон Щолберг (на немски: Heinrich I von Stolberg; Heinrich von Vockstedt; * ок. 1180 във Фойгщет; † сл. 12 юни 1239) от фамилията Щолберг е граф и господар на Щолберг и Фокщет. През 1210 г. той става граф на Щолберг.
Той е син на граф Фридрих фон Хонщайн

## Деца
Хайнрих I фон Щолберг има децата: Те имат децата: 
- Хайнрих II фон Щолберг († сл. 20 май 1272), граф и господар на Щолберг, женен пр. 1234 г. за Аделхайд фон Хенеберг († ок. 1259)
- Фридрих фон Щолберг-Фокщет († сл. 30 ноември 1275 или 1282), граф и господар на Щолберг и Фокщет (ок. 1240 – 1282), женен пр. 24 април 1267 г. за Агнес фон Франкенщайн († 14 май 1272), сестра на Хайнрих I фон Франкенщайн († 1295)
- Kристиан († ок. 1284), каноник в Халберщат (1241), Майнц (1259), Вюрцбург (1267 – 1272) и др.
- Конрад, каноник във Вюрцбург (1257 – 1272)